# Daruma

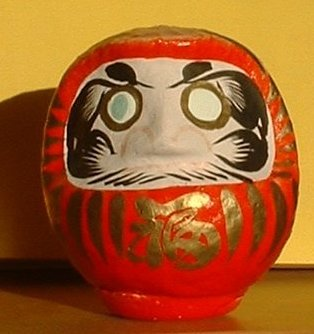

A darumák (達磨) bambuszvázra feszített, gömb alakú, élénkpiros papírmasé babák (a szemük helyén nagy fehér körökkel), amelyek a zen buddhizmus indiai alapítóját, Bódhidharmát (japánul Bodai Daruma) ábrázolják. Japánban a 17. század óta, de más buddhista országokban is nagy divat. Talizmánként használatosak a bő termésre, választási kampányra, boldog új esztendőre stb.: a baba fél szemét vásárláskor festi rá a tulajdonosa (amikor „kíván” valamit), a másikat csak akkor, ha a várt siker bekövetkezett. Többnyire templomokban (darumadera) készítik őket. (Bódhidharma a türelem mintaképe: állítólag kilenc évig elmélkedett egy barlangban ülve, ezért a lábai leváltak, s amikor egyszer meditáció közben elaludt, dühében kitépte és elhajította a szempilláit – belőlük sarjadtak az első teacserjék.)
A darumák ihlették az orosz matrjoska babákat.